# Anna Christie (film, 1930)
Pour les articles homonymes, voir Anna Christie.
Pour plus de détails, voir Fiche technique et Distribution.
Anna Christie est un film américain de Clarence Brown sorti en 1930.

## Synopsis

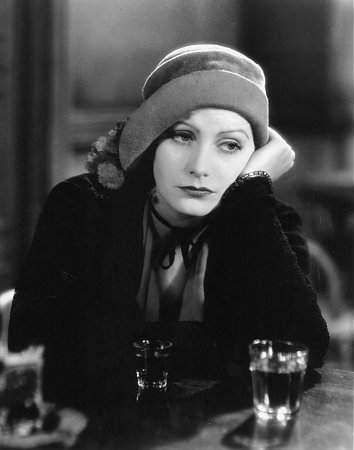
Greta Garbo

Enfant, Anna a été envoyée dans une ferme chez des parents grossiers, par son père qui était marin. Finalement,  elle s'enfuit et devient prostituée.  Un jeune matelot, Matt, tombe amoureux d'elle. Mais quand elle lui révèle son passé de prostituée,  il s'éloigne.  Il reviendra pourtant.  

## Fiche technique
- Titre : Anna Christie
- Réalisation : Clarence Brown
- Adaptation : Frances Marion d'après la pièce de Eugene O'Neill
- Dialogues : Eugene O'Neill
- Production : Clarence Brown, Irving Thalberg et Paul Bern
- Société de production et de distribution : Metro-Goldwyn-Mayer
- Photographie : William H. Daniels
- Décors : Cedric Gibbons
- Costumes : Adrian
- Montage : Hugh Wynn
- Pays d'origine : États-Unis
- Format : Noir et blanc - Son : Mono (Western Electric System)
- Genre : Mélodrame
- Durée : 89 minutes
- Dates de sortie :
  - États-Unis : 22 janvier 1930 (première à Los Angeles)
  - États-Unis : 21 février 1930 (sortie nationale)
- Affiche : Roland Coudon (France)

## Distribution
- Greta Garbo : Anna Christie
- Charles Bickford : Matt Burke
- George F. Marion : Chris Christofferson
- Marie Dressler : Marthy Owens
- James T. Mack : Johnny, le harpiste
- Lee Phelps : Larry

## Autour du film
- « Garbo parle ! » annoncèrent les affiches publicitaires du film. Anna Christie est le premier film parlant de Greta Garbo. Sa première réplique (intervenant après 16 minutes de film) « Donne-moi un whisky et, en plus, un ginger-ale. Et mets-en beaucoup, mon petit» devint célèbre.

- Fait habituel à l’époque, une version en allemand, intitulée aussi Anna Christie, fut tournée en 1930, mais dirigée par Jacques Feyder, et destinée au public européen.